# 薩爾達傳說 四人之劍+
《薩爾達傳說 四人之劍+》，是薩爾達傳說系列的第10部作品，遊戲類型依然為動作角色扮演。遊戲2004年在日本和北美發行，次年在歐洲發行，對應GameCube平台。
本作為Game Boy Advance遊戲《薩爾達傳說 眾神的三角神力與四人之劍》中多人聯機部分“四人之劍”的续篇。游戏中部分内容还可同时使用GameCube手柄與Game Boy Advance来进行操作。

## 外部連結
- 官方网站：日文